# Poetklub Århus
Poetklub Århus er en forening, der har til formål at styrke det poetiske vækstlag i Aarhus. Poetklubben opstod omkring årtusindskiftet under navnet Unge Poeters Klub og holdt de første år hovedsagelig til på Ris Ras Filliongongong i Mejlgade i Midtbyen. Siden har foreningen fået både vedtægter, bestyrelse og kommunale tilskud og står for en lang række poetiske aktiviteter i Aarhus, bl.a. poetry slam og udgivelsen af bladet M gasin, der redigeres af digteren Lars Hougaard Clausen. Af tidligere og nuværende bestyrelsesmedlemmer kan nævnes bl.a. Jeppe O, Michael Persson, Lars Hougaard Clausen, Peter Haagerup, Lars Aarup, Linda Nørgaard, Anna-Sophie Duvald, Karsten Pedersen, Niels Kjær, Anne Marie Eriksen (Rie), Daniel Mantell, Tomas Dalsgaard og Perlykke Jacobsen. Undergrundsforlaget Lyrica er tilknyttet Poetklub Århus.
Sammen med Løves Vin og Bogcafe i Aarhus arrangerer poetklubben litterære oplæsninger den anden og fjerde onsdag i måneden. Vært er Tomas Dalsgaard. 

## Ekstern henvisning
- Poetklub Århus' hjemmeside
- Poetklub Århus | Facebook